# 47
Năm 47 là một năm trong lịch Julius. 